# Fatoumatta Bah-Barrow
Fatoumatta Bah-Barrow (auch Fatoumata; geboren 5. August 1974 in Banjul) ist die Ehefrau des gambischen Präsidenten Adama Barrow und seit 2017 die First Lady Gambias.

## Ausbildung und Beruf
Bah-Barrow ist die Tochter des Geschäftsmanns Abdoulie Bah und dessen Frau Isatou Jallow und gehört der ethnischen Gruppe der Fulbe an.
Sie wuchs mit zwei Geschwistern in Basse auf und besuchte die St. George’s School. Nach ihrem Schulabschluss zog sie nach Banjul. Am 20. März 1997 heiratete sie Adama Barrow, der seit Januar 2017 amtierender Präsident Gambias ist. Barrow heiratete eine weitere Frau, Sarjo Mballow-Barrow. Gemeinsam haben sie einen Sohn, Mamadou Barrow, und eine Tochter, Taibou Barrow.
2000/2001 arbeitete sie in der Verkaufs- und Marketingabteilung des Mineralölunternehmens Elton Oil, anschließend bis 2008 beim Mobilfunkanbieter Africell.

## First Lady
Im Vorfeld der Präsidentschaftswahl 2016 unterstützte sie die Wahlkampagne ihres Ehemanns. Analog zum vorigen Präsidenten Yahya Jammeh legte Barrow fest, dass nur seine erste Frau die Rolle der First Lady übernehmen solle.
In ihrer Rolle als First Lady unterstützt sie Wohltätigkeits- und Hilfsorganisationen und gründete am 1. Mai 2017 die Fatoumatta Bah Barrow Foundation (FaBB), deren Ziele die Bekämpfung von Armut und Unterstützung von Kranken, Frauen und Kindern sind.
Im Februar 2018 schloss die Stiftung eine Partnerschaft mit dem Medizinkonzern Merck KGaA zur Bekämpfung von Unfruchtbarkeit von Frauen.
Im August 2018 wurde bekannt, dass am 18. Dezember 2017 eine Summe von 752.000 US-Dollar (33 Millionen Dalasi) von einem Hongkonger Konto auf ein Konto der Stiftung überwiesen worden war. Medienberichten zufolge wurden 746.000 US-Dollar von dieser Summe weiter an die portugiesische Fluggesellschaft White Airways zum Chartern eines Fluges nach China überwiesen. Dabei stelle sich die Frage nach dem Zusammenhang mit der am 19. Dezember 2017 stattfindenden Chinareise von Präsident Barrow. Das chinesische Elektrounternehmen TBEA, das die Summe überwiesen habe, stehe kurz vor dem Vertragsabschluss mit dem Staatsbetrieb National Water and Electricity Company (NAWEC) zur Errichtung von Stromübertragungsnetzen. Der Vorstand der Stiftung kündigte die Aufklärung des Vorgangs an.
Im September 2019 forderte die Stiftung die Regierung dazu auf, Stellung zur Überweisung zu beziehen, um Bah-Barrows Ruf und Ansehen nicht zu beschädigen. Das Geld sei als finanzielle Unterstützung für eine Reise des Präsidenten gedacht gewesen und auf das Stiftungskonto überwiesen worden, da so ein direkter Zugriff auf die Summe möglich gewesen sei. Wenn das Geld auf ein Regierungskonto bei der Zentralbank transferiert worden wäre, hätte die Regierung erst nach drei Werktagen zugreifen können, da der Präsident zu diesem Zeitpunkt auf Reisen gewesen sei.

## Auszeichnungen und Ehrungen
- 2023: Vigor Unsung Heroes Award[7]